# 四日市インターアクセス道路

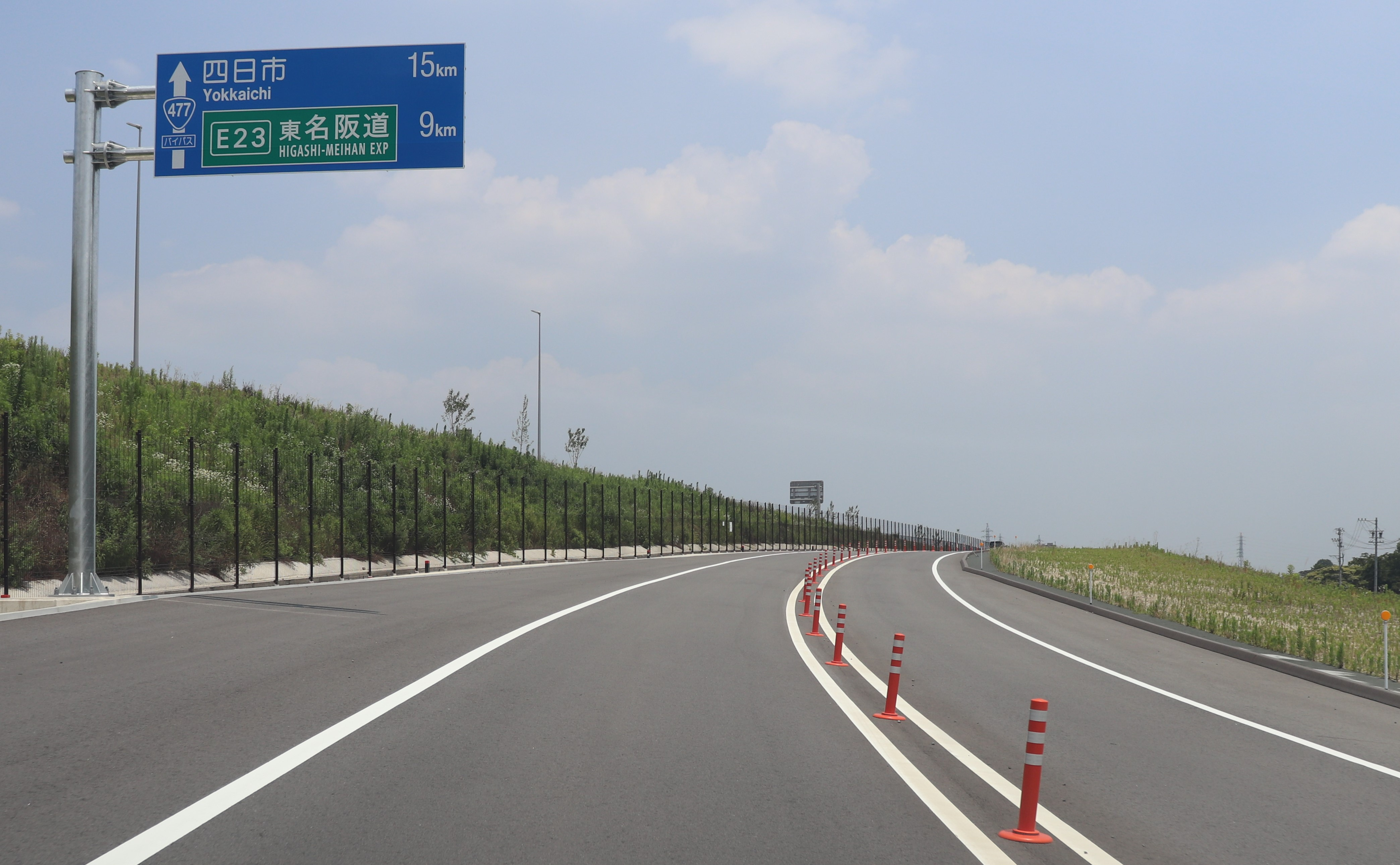
国道477号バイパスの四日市湯の山道路、三重県三重郡菰野町にて

四日市インターアクセス道路（よっかいちインターアクセスどうろ）は、三重県四日市市の四日市港から三重郡菰野町の新名神高速道路 菰野ICに至る総延長約20 kmの地域高規格道路である。1994年（平成6年）12月16日、計画路線に指定された。

## 路線データ
- 設計速度 : 80 km/h
- 道路規格 : 第3種1級
- 車線数 : 4車線
- 道路幅員 : 36 m

## 沿革
- 1994年（平成6年）12月 : 地域高規格道路の計画路線に指定される。
- 1996年（平成8年）8月 : 東名阪自動車道と国道306号間（延長約7.1 km）が整備区間に指定される。
- 1997年（平成9年）4月 : 東名阪自動車道と国道306号間が事業着手される。
- 1999年（平成11年）12月 : 国道306号と新名神高速道路 菰野IC間（延長約1.9 km）が整備区間に指定される。
- 2000年（平成12年）4月 : 国道306号と新名神高速道路 菰野IC間が事業着手される。
- 2002年（平成14年）9月 : 東名阪自動車道アンダー事業が着手される。
- 2003年（平成15年）11月 : 高角ICの供用を開始する。
- 2004年（平成16年）11月 : 吉沢IC周辺事業が着手される。
- 2014年（平成26年）5月24日 : 吉沢IC - 高角IC間（延長4.4 km）開通[1][2]。
- 2018年（平成30年）10月27日 : 菰野IC - 吉沢IC間（延長4.4 km）開通[3][4]。

## 構成する道路名
- 四日市湯の山道路（国道477号）
- 四日市バイパス（国道477号）

## インターチェンジなど

### 四日市湯の山道路

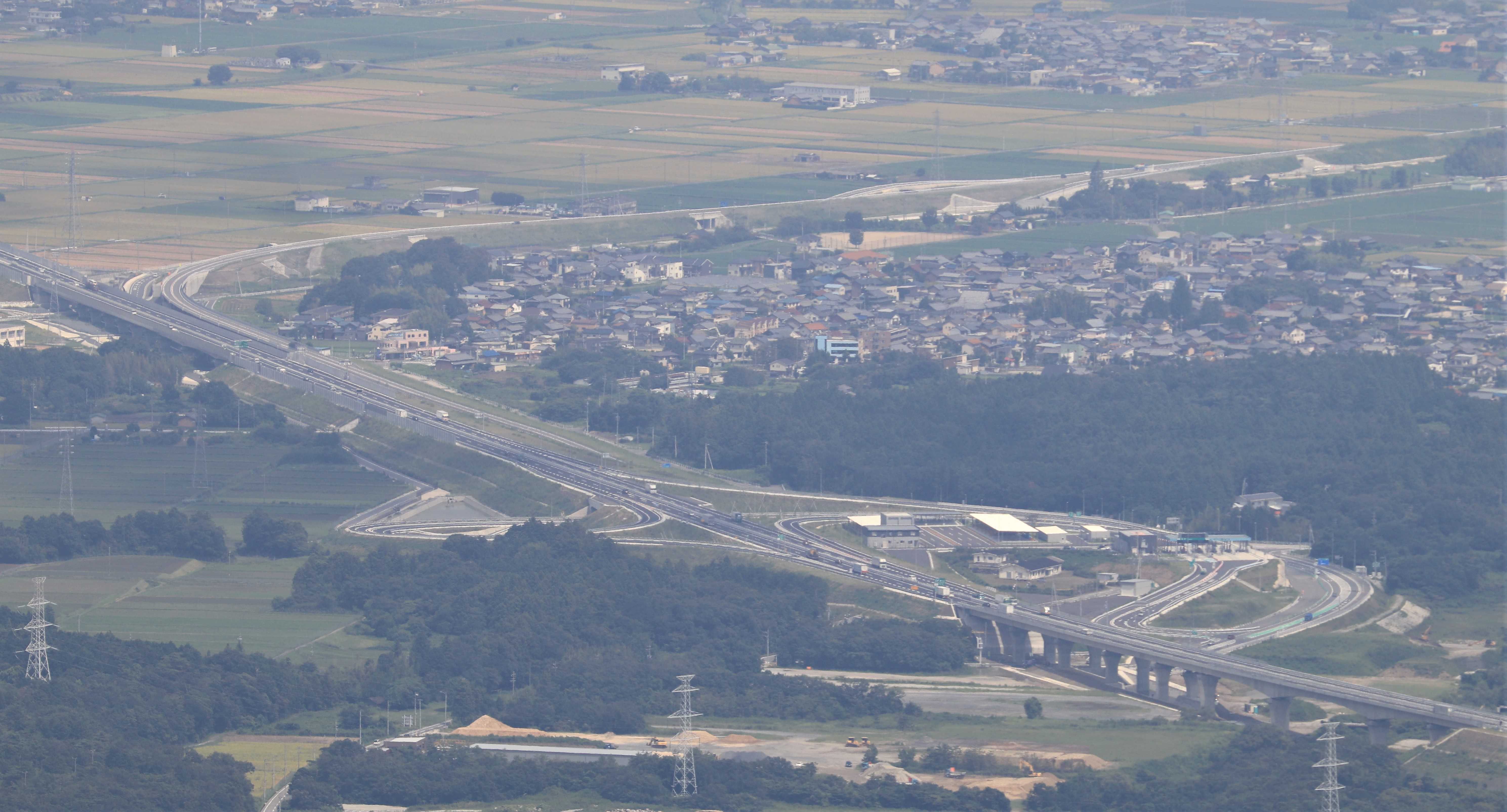
新名神高速道路の菰野インターチェンジと接続する国道477号バイパスの四日市湯の山道路

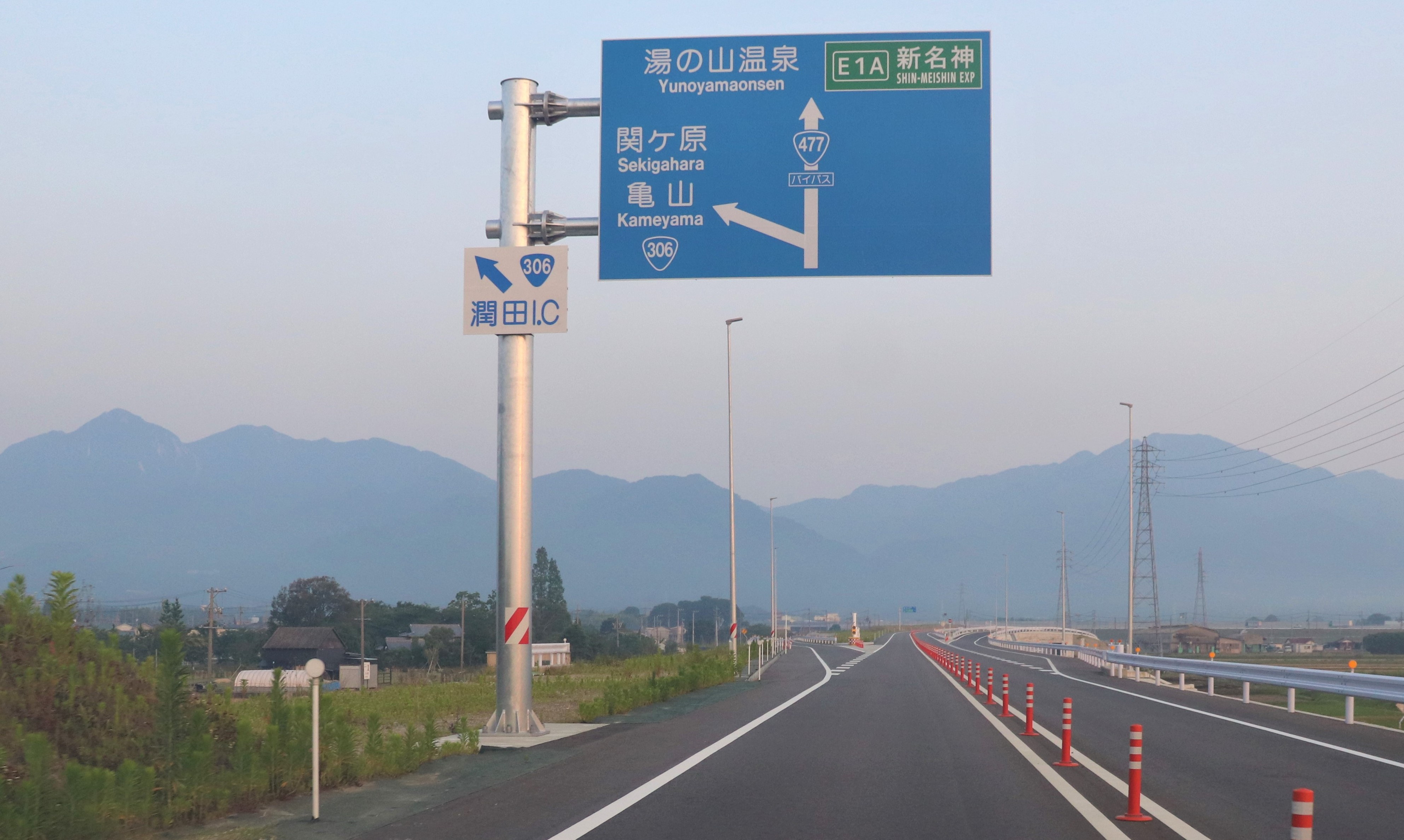
潤田インターチェンジ

| 施設名                      | 接続路線名                            | 備考                      | 所在地                    |
| 菰野バイパス（国道477号）   | 菰野バイパス（国道477号）             | 菰野バイパス（国道477号） | 菰野バイパス（国道477号） |
| --------------------------- | ------------------------------------- | ------------------------- | ------------------------- |
| 菰野IC                      | E1A 新名神高速道路                    |                           | 三重郡菰野町              |
| 潤田IC                      | 国道306号                             |                           | 三重郡菰野町              |
| 吉沢IC                      | 県道140号四日市菰野大安線             |                           | 三重郡菰野町              |
| 平尾IC                      | 県道625号上海老高角線                 |                           | 四日市市                  |
| 高角IC                      | 国道477号 E23 東名阪自動車道 四日市IC |                           | 四日市市                  |
| 四日市バイパス（国道477号） |                                       |                           |                           |

### 四日市バイパス
| 施設名           | 接続路線名                                | 備考             | 所在地           |
| 四日市湯の山道路 | 四日市湯の山道路                          | 四日市湯の山道路 | 四日市湯の山道路 |
| ---------------- | ----------------------------------------- | ---------------- | ---------------- |
| 高角IC           | 国道477号現道 E23 東名阪自動車道 四日市IC |                  | 四日市市         |
|                  | 国道1号（北勢バイパス）                   |                  | 四日市市         |
|                  | 国道477号現道                             |                  | 四日市市         |
| 基本計画区間     |                                           |                  |                  |

### 計画区間
| 施設名                      | 接続路線名                  | 備考                        | 所在地                      |
| 四日市バイパス（国道477号） | 四日市バイパス（国道477号） | 四日市バイパス（国道477号） | 四日市バイパス（国道477号） |
| --------------------------- | --------------------------- | --------------------------- | --------------------------- |
|                             | 国道477号現道               |                             | 四日市市                    |
|                             | 国道1号                     | 事業中                      | 四日市市                    |
|                             | 国道23号                    | 事業中                      | 四日市市                    |
| 四日市港方面                |                             |                             | 四日市市                    |